# Nereto
Nereto è un comune italiano di 5 396 abitanti della provincia di Teramo in Abruzzo, sede della unione dei comuni Città Territorio-Val Vibrata.

## Geografia fisica
Sorge su una collinetta al centro della Val Vibrata distante circa 10 km dalla costa adriatica e 50 km dal massiccio montuoso del Gran Sasso d'Italia. 
Il capoluogo di provincia è raggiungibile in appena 35 km ed è ben collegato anche con la regione Marche dalle cui principali città di Ascoli Piceno e San Benedetto del Tronto dista circa 25 km.
A nord confina con il comune di Controguerra, ad est con Corropoli, a sud con Sant'Omero e ad ovest con Torano Nuovo
Nella classificazione sismica della protezione civile è identificato come Zona 2, cioè zona a sismicità media, mentre nella classificazione climatica è contrassegnato come Zona D.

### Caratteristiche
Superficie: 7,0 chilometri quadrati. 
Altezza sul livello del mare: 163 metri. 
Altezza minima: 81 metri. 
Altezza massima: 229 metri. 
Escursione altimetrica: 148 metri.

### Clima
La stazione meteorologica si trova nell'area climatica dell'Italia centrale, dove è situato l'intero territorio regionale dell'Abruzzo, in provincia di Teramo, nel comune di Nereto,  a 163 metri s.l.m.
In base alla media trentennale di riferimento 1961-1990, la temperatura media del mese più freddo, gennaio, si attesta a +6,6 °C; quella dei mesi più caldi, luglio e agosto, è di +24,9 °C.
| Nereto             | Mesi | Mesi | Mesi | Mesi | Mesi | Mesi | Mesi | Mesi | Mesi | Mesi | Mesi | Mesi | Stagioni | Stagioni | Stagioni | Stagioni | Anno |
| Nereto             | Gen  | Feb  | Mar  | Apr  | Mag  | Giu  | Lug  | Ago  | Set  | Ott  | Nov  | Dic  | Inv      | Pri      | Est      | Aut      | Anno |
| ------------------ | ---- | ---- | ---- | ---- | ---- | ---- | ---- | ---- | ---- | ---- | ---- | ---- | -------- | -------- | -------- | -------- | ---- |
| T. max. media (°C) | 9,8  | 11,3 | 14,3 | 18,5 | 23,1 | 27,3 | 30,4 | 30,3 | 26,6 | 21,0 | 15,2 | 12,0 | 11,0     | 18,6     | 29,3     | 20,9     | 20,0 |
| T. min. media (°C) | 3,5  | 3,7  | 6,2  | 9,3  | 13,0 | 16,9 | 19,4 | 19,5 | 16,7 | 12,5 | 8,5  | 5,5  | 4,2      | 9,5      | 18,6     | 12,6     | 11,2 |

## Origini del nome
Varie sono le ipotesi sull'origine del toponimo Nereto. Niccola Palma lo fa derivare dal greco Νὴρος, luogo basso ed umido, altri da Νηρίτος, luogo boscoso ed ameno o dal fiume dalmata Naretwa o Narenta, da cui la dizione dialettale di Narèta. L'omofono toponimo latino Neretum (Nardò) è considerato un relitto del sostrato e potrebbe riflettere la base *nar-/*ner- diffusa dall'Iberia all'Illiria ed alla Grecia, indicante probabilmente "acqua" e presente in alcuni idronimi (cfr. anche il fiume Nera).

## Storia

### Dalle origini al XIII secolo

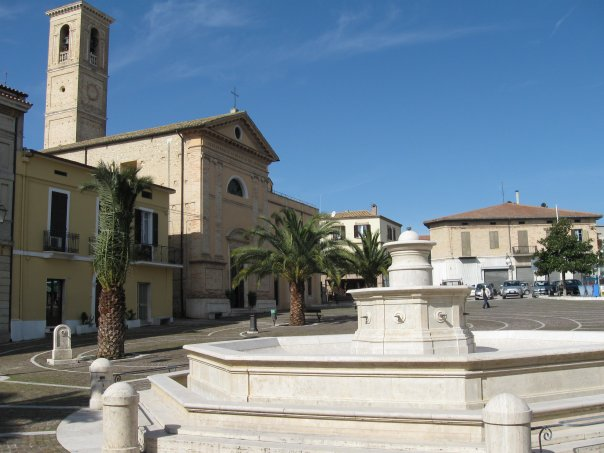
Vista Piazza Cavour e Chiesa Maria SS. del Suffragio di Nereto.

Nereto, come molti centri della val Vibrata, ha origini risalenti al neolitico. Secondo lo studioso neretese Giuseppe De' Guidobaldi Speranza i primi abitatori furono i Siculi, originari della Grecia, mentre l'appartenenza di Nereto all'Agro Truentino viene confermata da Niccola Palma. In età Romana il centro abitato sorgeva nell'odierna contrada di San Martino ed il suo nome era Vicus Gallianus, probabilmente possedimento di un certo Gallio o Galliano, a cui era stato concesso per meriti militari. La caduta dell'impero romano d'occidente e gli eventi che ne seguirono sconvolsero luoghi e culture. L'antico nucleo abitato, distrutto, fu ricostruito più a nord, incastellato proprio dove si trova attualmente, originando così il "Casale Nereti". 
Lo storico ascolano Antonio Marcucci, abate, nel suo testo settecentesco Saggio delle cose Ascolane e de' Vescovi di Ascoli Piceno afferma che lo stesso Carlo Magno, di passaggio ad Ascoli alla volta di Roma per l'incoronazione, in data 5 agosto dell'anno 800, EGO KAROLUS conferiva «...col mero e misto imperio, Nereto al Capo Emidio di Wenderando ed al Senato, Ancarano al Vescovo Justolfo e Maltignano all'Arcidiacono Rinaldo ed al Capitolo».
Dopo l'anno 1000 giunsero in queste terre i monaci benedettini che introdussero il culto di san Martino, edificando una chiesa in onore del santo sui ruderi del Vico Galliano. Nel frattempo questo territorio, che dai tempi di Augusto aveva fatto parte del Piceno, fu unito dai Normanni al Regno di Napoli, divenendo così zona di frontiera. Fu infatti re Ruggero II a fissare il confine del regno sul fiume Tronto. L'antico "Casale Nereti" si trasformò, allora, nel più importante Castrum Nereti, acquisendo anche funzioni difensive.
Durante le lotte tra guelfi e ghibellini, ai tempi di papa Urbano IV e di re Manfredi, Nereto parteggiava per i guelfi, come attestava un'iscrizione, ormai perduta, murata nella parte orientale del castello. Il 24 dicembre 1279, in epoca angioina, Nereto fu data in feudo ad Amelio de Agoto Courban, signore di Colonnella. Nel 1383 Carlo III, re di Durazzo, vendette alcune terre, fra cui Nereto, per 14.000 ducati al comune di Ascoli. Il 12 settembre 1385 Ascoli riprese possesso materiale del castello "Nereti", ricevendone le chiavi ed interrompendo così la parentesi 
Normanno-Svevo-Angioina. È da notare il notevole sforzo economico che Ascoli sostenne per riappropriarsi della sua storica baronia del piceno vibratiano, sempre insidiata dalla Signoria degli Acquaviva di Atri dalla vicina e fedele Corropoli, tant'è che Ascoli dovette continuamente tutelare la sua sovranità e prova ne sono i diplomi di conferma del 1461 di Ferdinando I, del 1508 di Ferdinando III, del 1530 di Carlo V. Le terre neretesi, così come quelle di Maltignano ed Ancarano, erano di vitale importanza per Ascoli, vista la conflittualità con Fermo, che da nord comprimeva spesso con successo il suo spazio vitale.

### Dal XV al XX secolo
Nei primi anni del '400 re Ladislao, signore di Ascoli, per motivi difensivi dette il suo assenso alla ricostruzione del castello di Nereto, che sotto la dominazione ascolana veniva governato dal Consiglio degli Anziani. Sotto tale amministrazione, il paese si trovava in una posizione di privilegio rispetto agli altri castelli della Val Vibrata, che erano, invece, sottoposti al dispotismo ed allo sfruttamento dell'amministrazione feudale. La forma del governo era collegiale, composta dal governatore, ascolano, detto anche "sindacato", e da due "sindacatori", di Nereto, eletti dagli stessi neretesi. Era sicuramente presente una qualche forma di assemblea popolare, visto che ancora in una pianta ottocentesca esisteva Via Arringo, e l'arengo era appunto un consiglio dei capifamiglia. Questa forma di governo rappresentava una difesa dei diritti ed un controllo dei doveri per i cittadini, assicurando loro una certa libertà nelle attività socio-economiche. Fu così che il paese crebbe e si sviluppò, ebbe il diritto di esercitare la giustizia, far leggi, percepire balzelli, eleggere il podestà ed avere diritto a possedere altri importanti uffici, e, cosa più importante, non sottostava in maniera diretta al dispotismo di un nobile locale; ciò determinava soprattutto una minore pressione fiscale, tanto che il paese fu appunto "Terra Regia" fino all'eversione della feudalità del 1806.
L'influenza ascolana è riscontrabile anche nel toponimo parignano, che indica in entrambi i luoghi un campo in origine fuori dalle mura.
Dal bilancio di previsione di spesa per l'anno 1541-1542, redatto a Napoli, risulta che la terra di Nereto, di 102 fuochi (ogni fuoco corrispondeva mediamente a 5 persone), godeva di esenzione fiscale; dal 1532 al 1736 il paese passò da 102 fuochi a 161.

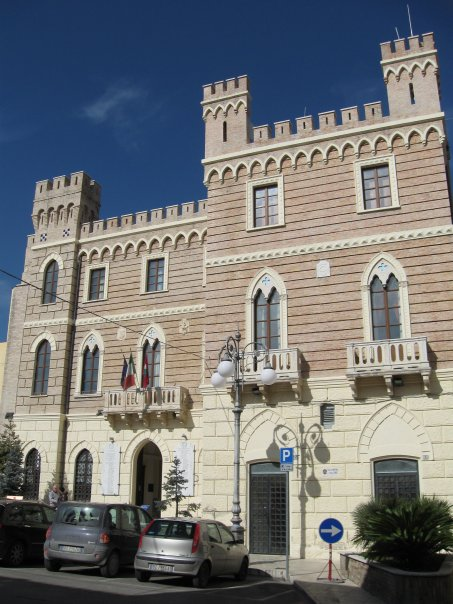
Palazzo Municipale di Nereto.

Non ci sono documenti che attestino la data precisa della fine dell'amministrazione ascolana su Nereto e del passaggio dello stesso al Regno di Napoli, probabilmente avvenuto sullo scorcio del '600, visto che nel 1680 Nereto figura come Baronìa di Ascoli sulla carta topografica della Marca di Ascoli e i suoi confini di Odoardo Odoardi de' Catilini. Dal 1717 è documentato, comunque, un ultimo tentativo della città di Ascoli di riappropriarsi delle terre neretesi: in quell'anno iniziò una causa con il Regno di Napoli che si protrasse per oltre vent'anni, ma alla quale per motivi economici e di opportunità non fu dato impulso.
Quando Nereto tornò al Regno di Napoli, la giustizia venne esercitata da regi governatori che vi ebbero residenza fino al 1806; nel 1807, con l'occupazione francese, questi cedettero il posto ai Giudici di Pace e di Circondario che scelsero Nereto come residenza. Il Circondario comprendeva inoltre Corropoli, Controguerra, S. Omero e Torano. Nel 1700 Nereto rivestiva grande prestigio nella regione sia per le nobili famiglie che vi risiedevano, sia per le importanti funzioni assunte anche nell'ambito dell'amministrazione borbonica; l'abitato si estese verso sud e la popolazione crebbe. Nel 1796, durante l'invasione napoleonica, nei paesi di confine erano stanziati i reggimenti Puglia, Regina e Real Napoli. La truppa era comandata dal generale Pignatelli Cerchiara, che fissò il suo quartier generale a Nereto e nella Badia di Corropoli. Con la caduta di Napoleone, il paese tornò al governo borbonico che non riuscì, però, a soffocare i nuovi fermenti rivoluzionari di indipendenza e libertà, che diedero vita ai moti carbonari ed al Risorgimento.
Il 13 ottobre 1860 le truppe piemontesi di Vittorio Emanuele II, comandate dal generale Cialdini, passarono il Tronto ed entrarono nel Regno di Napoli, mentre i paesi della valle erano, comunque, insorti. Dopo l'Unità d'Italia, il primo Sindaco di Nereto fu Giovanni Di Francesco, seguito da esponenti delle famiglie Guidobaldi, Ranalli, Partenope e Santoni.

Dopo il 1860 il centro abitato si estese, furono istituite scuole ed opere di assistenza, nel 1871 fu fondata una delle prime Casse di Risparmio della provincia e anche una Banca Popolare Cooperativa. Nereto divenne capoluogo di Mandamento, ebbe la Pretura, l'Ufficio del Registro, la sezione di Cattedra Ambulante di Agricoltura e la Sede della Tenenza dei Carabinieri. 

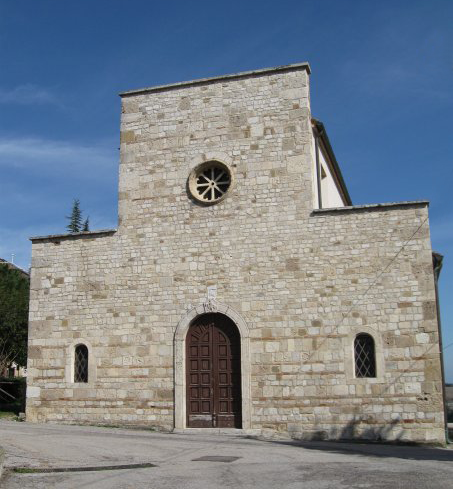
Chiesa di San Martino di Tours di Nereto

Sorsero inoltre una Casa di cura, uno stabilimento di tessitura, tre calzifici, fabbriche di mobili in legno, due tipografie, una centrale telefonica, la fabbrica del ghiaccio, un pastificio, un lanificio, un oleificio, uno stabilimento bacologico e uno di laterizi.
Il germe della industrializzazione che si conclamò in tutta la Val Vibrata nel secondo dopoguerra, mosse sicuramente da queste prime iniziative economiche/sociali che i laboriosi neretesi intrapresero in quegli anni.
Al centro dell'abitato troviamo la chiesa parrocchiale di Maria Santissima della Consolazione, la chiesa di S. Maria del Suffragio e la chiesa di Maria Santissima Addolorata. Ai margini del moderno centro abitato possiamo ammirare la chiesa di S. Martino e la chiesa intitolata a S. Rocco. Lungo la circonvallazione orientale è la Fontana vecchia, costruita nel 1881, con tre nicchie ornate da bocche di fontana a mascheroni, lavatoio ed abbeveratoio.

### Effetti del terremoto dell'Aquila del 6 aprile 2009
Il 6 aprile 2009, alle ore 3.32, durante l'evento sismico che ha colpito l'Abruzzo con magnitudo Richter 5.8, anche Nereto, a circa 88 km dall'Aquila, ha risentito dell'effetto della scossa. Nonostante non ci siano stati danni ingenti e vittime, il terremoto non ha risparmiato l'antica Chiesa di San Martino di Tours, gioiello artistico del luogo e di tutto l'Abruzzo. 
Malgrado fosse stata restituita al culto soltanto 11 anni prima, nel 1998, dopo una lunga e minuziosa opera di restauro, la struttura non ha retto alle sollecitazioni del sisma e ha subito crepe e danni che hanno costretto le autorità a dichiararne la totale inagibilità.

## Monumenti e luoghi d'interesse

### Architetture religiose

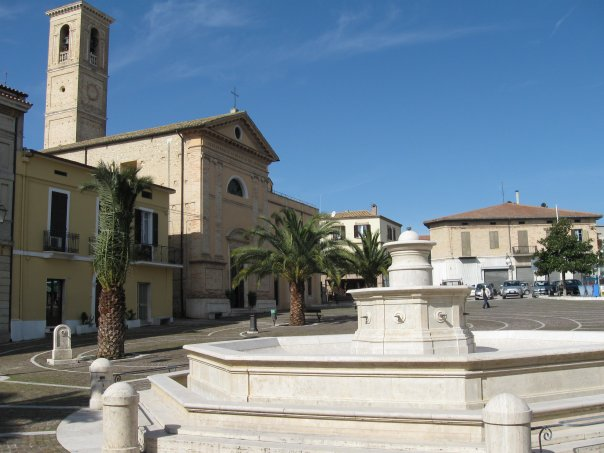
Piazza Cavour

- Chiesa del Suffragio - L'edificio religioso si eleva nella centrale piazza Cavour, modificata negli ultimi anni con l'aggiunta di una fontana.
- Chiesa Madre - in cui si svolgono di solito le più importanti funzioni religiose, ampliata nell'Ottocento, restaurata nel Novecento, si presenta in stile neoclassico con un bel campanile in cotto di epoca tardo rinascimentale.
- Chiesa dell'Addolorata - Riedificata nell''800 in quella che all'epoca si chiamava via del Sole, oggi via Gramsci, dalla demolizione dell'originaria sita nella centrale piazza del carbone, restarauta di recente, si fregia di un'elegante cupola.
- Chiesa di San Martino - Dedicata al patrono di Nereto. È aperta solo in poche occasioni tra le quali la festa del santo. Menzionata già nel XII secolo, restaurata di recente, patisce però gli interventi del Settecento e dell'Ottocento.
- Chiesa di San Rocco - Intitolata al protettore della peste, è stata edificata nel Seicento fuori dalle mura del paese, quale simbolico baluardo al morbo, e per permetterne all'epoca la fruizione ai malati di peste.

### Architetture civili
La Fontana Vecchia, fulcro del paese nei tempi passati, si trova contigua al vecchio quartiere rinascimentale abbattuto nel dopoguerra. Nell'area permangono solo alcune porzioni del vecchio borgo murato, dove è stato realizzato un anfiteatro in cui si svolgono le manifestazioni teatrali estive.
Il Monumento al Multiculturalismo, posto all'ingresso della cittadina, è stato realizzato dello scultore e pittore neretese Francesco Perilli ed inaugurato nel 1988 alla presenza dell'onorevole Laureano Leone, deputato dell'Ontario (Canada) alla cerimonia di gemellaggio di Nereto con Toronto. Un uguale manufatto è stato realizzato in America (Toronto, Canada); in Europa (Sarajevo, Bosnia ed Erzegovina); in Asia (Changchun, Cina); in Africa (Buffalo City).

## Società

### Evoluzione demografica
Abitanti censiti

### Tradizioni e folclore

#### Dialetto
Il dialetto neretese è considerato, al pari degli altri dialetti della Val Vibrata, una parlata di confine tra quelle "ascolane" e quelle puramente "abruzzesi": gli influssi ascolani sono qui molto più evidenti rispetto ad altri centri anche più vicini al confine marchigiano, e sono dovuti sicuramente alla dominazione ascolana che interessò esclusivamente questo centro per più secoli, e probabilmente la presenza di governatori e funzionari ascolani, favorì il diffondersi di un idioma che, pur non differendo notevolmente da quello teramano, fu recepito dai locali come più evoluto e "pulito" e per questo adottato, come d'altronde è avvenuto in numerose altre località d'Italia, come Roma, che nel corso dei secoli di dominazione pontificia modificò notevolmente la sua parlata, abbandonando quegli aspetti più "ciociari" per acquisire un timbro più "toscano".
È infatti presente come ad Ascoli il fenomeno dell'apocope dei suffissi "no" "ni" "ne" (ad es. balcó per "balcone"), la conservazione della -a finale in molti vocaboli, mentre nei centri vicini, come Corropoli o Controguerra tende a cadere più spesso, la metafonesi sannita di -u ed -i che viene dittongata (cìendë per "cento"), e una pronuncia delle vocali più "picena", con una netta distinzione tra vocali chiuse e quelle aperte.
Insomma questi fenomeni saranno probabilmente dovuti alla dominazione ascolana, tant'è vero che nella vicina Corropoli, che fu invece feudo degli Aquaviva di Atri, sono molto più attenuati fin quasi a scomparire, e le vocali assumono un timbro decisamente più aperto.

#### Miracolo del 22 dicembre 1798

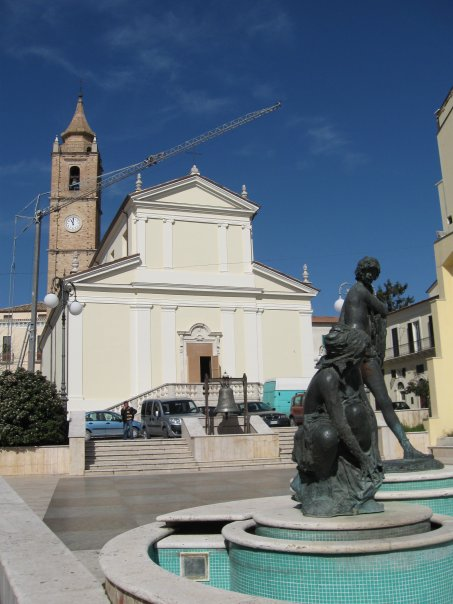
Chiesa Madre di Nereto intitolata alla Madre della Consolazione.

Alcuni cittadini neretesi, a seguito di una violenza compiuta da un manipolo di soldati francesi su alcune donne del paese, reagirono uccidendo coloro che avevano compiuto l'insano gesto. Questa reazione suscitò l'ira dell'intero esercito, il quale per vendicarsi aveva deciso di attaccare Nereto. A notte fonda, quando stavano arrivando i soldati, una vecchietta che stava pregando in chiesa se ne accorse e salita sul campanile suonò le campane come segno d'allarme. Un esercito di angeli apparve dal nulla all'esercito francese, che fuggì in preda al terrore. Questa leggenda è rappresentata con delle incisioni sulla campana posta davanti alla Chiesa Madre.
La chiesa cattolica ha riconosciuto questo evento come un miracolo compiuto dalla Madonna della Consolazione a cui è intitolata la chiesa madre del paese.

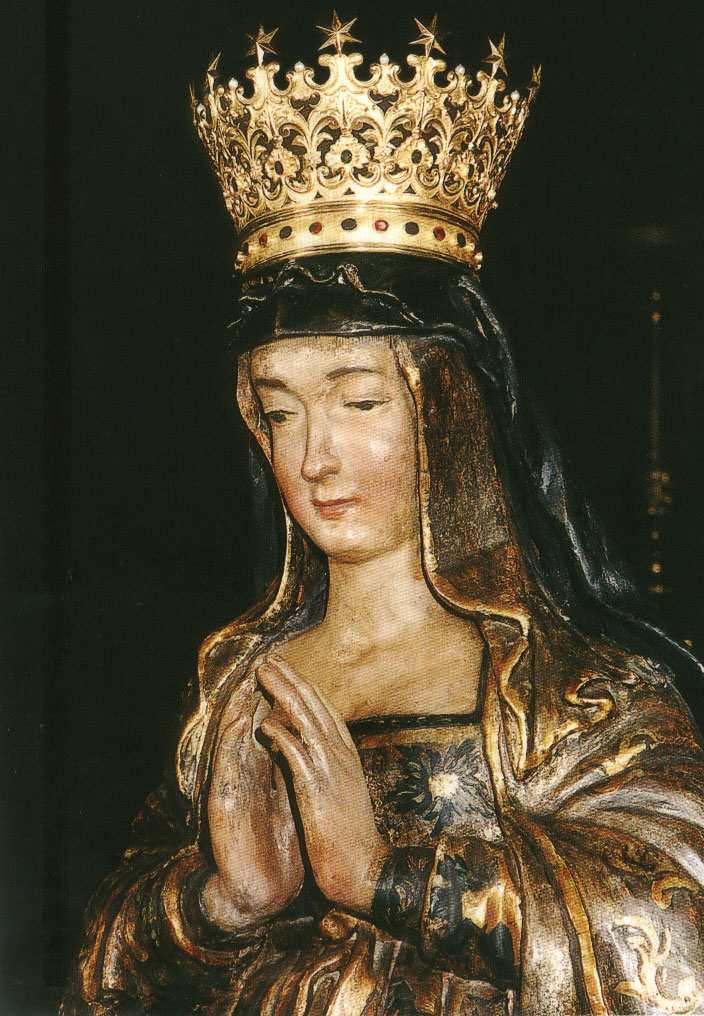
Statua della Madonna della Consolazione conservata nella Chiesa Madre di Nereto.

Le incisioni sulla campana sono un ricordo di quell'evento realizzato in occasione del festeggiamento del bicentenario del Miracolo - ogni anno il 22 dicembre le campane a Nereto suonano a festa; nel 1998, in occasione del bicentenario, venne organizzata una grande festa e fu realizzata la campana oggi di fronte alla chiesa, che ricorda l'evento non solo nelle incisioni ma nella sua natura stessa (la campana con cui la vecchia Tonelli richiamò l'esercito degli angeli). 
Nella Chiesa Madre - la Chiesa principale di Nereto - ci sono ben più importanti tracce di quell'evento: 1) la corona della Madonna (nella chiesa è una copia) fu un dono della comunità appunto in ricordo di quel miracolo; 2) il ciclo pittorico principale nel catino absidale.
Dal sito ufficiale del Comune di Nereto: 
«In alto, al centro, è assisa Maria Santissima della Consolazione, alle sue spalle un'aureola formata da testine di serafini e una colomba che aleggia sul suo capo; ai suoi piedi due angeli in atteggiamento di preghiera. Nelle due sezioni laterali troviamo due angeli per parte, uno dei quali prega e l'altro dà l'incenso. Nella parte bassa del catino, si aprono tre archi. A destra, sullo sfondo, è rappresentata l'armata francese guidata da un ufficiale su un cavallo bianco; in primo piano stanno, come a consiglio, tre ufficiali superiori in costume napoleonico. Un ufficiale si è tolto il cappello in segno di sconforto e abbassa la spada mentre l'ufficiale a cavallo, su ordine dei suoi capi, che hanno visto nella piazza grande, un'armata più numerosa e più agguerrita della loro, ordina la ritirata. Nell'arco a sinistra troviamo l'armata angelica che la Madonna della Consolazione fece apparire per spaventare i francesi e salvare il paese dalla distruzione e gli abitanti dalla morte. Al centro, davanti ad un altare, alcuni sacerdoti rendono grazie all'Altissimo e alla Vergine per la liberazione dall'eccidio.»

#### Annibale a Nereto

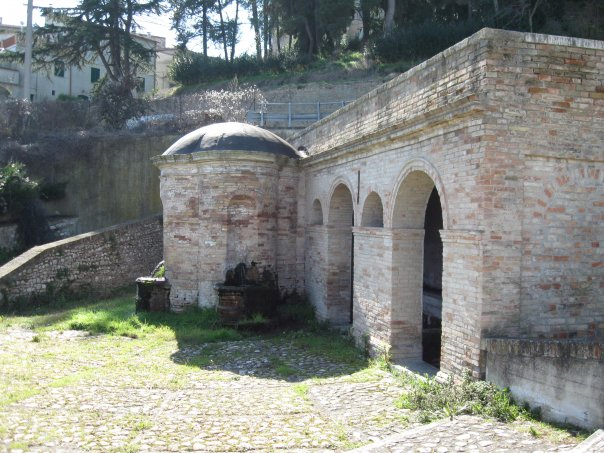
Fontana Vecchia di Nereto.

Secondo i racconti locali, quando Annibale giunse a Nereto trovò qui così tanto vino buono da dissetare tutto il suo seguito, e da lavare i suoi cavalli per curarli delle malattie prese nelle paludi del Trasimeno.

## Amministrazione
| Periodo | Periodo   | Primo cittadino      | Partito                                            | Carica      | Note |
| ------- | --------- | -------------------- | -------------------------------------------------- | ----------- | ---- |
| 1989    | 1994      | Gaetano Talucci      | centro-sinistra                                    | Sindaco     |      |
| 1994    | 1999      | Giuseppe Fagotti     | centro-sinistra                                    | Sindaco     |      |
| 1999    | 2004      | Giuseppe Fagotti     | centro-sinistra                                    | Sindaco     |      |
| 2004    | 2008      | Sergio Moroni        | centro-sinistra                                    | Sindaco     |      |
| 2008    | 2009      | Roberta Di Silvestro |                                                    | Comm. pref. |      |
| 2009    | 2014      | Stefano Minora       | lista civica di centro-destra La fonte             | Sindaco     |      |
| 2014    | 2017      | Giuliano Di Flavio   | lista civica di centro-sinistra Nereto democratica | Sindaco     |      |
| 2017    | 2018      | Alberto Di Gaetano   |                                                    | Comm. pref. |      |
| 2018    | in carica | Daniele Laurenzi     | lista civica di centro-destra ViviAMO Nereto       | Sindaco     |      |

## Sport
Ha sede nel comune la società di calcio FC Nereto 1914 che ha disputato alcuni campionati di Serie D. Attualmente milita in Seconda Categoria Abruzzo.